# Докмайсот
Докмайсот (тайск. ดอกไม้สด) — псевдоним одной из самых популярных писательниц в Таиланде. Настоящее имя Докмайсот — Бупха Нимманхемин (тайск. บุปผา นิมมานเหมินท์).

## Детство и юношество
Докмайсот родилась в богатой аристократической семье. Её отец, Чао Пхрайа Тхевет, занимал высокую должность в правительстве короля Рамы V Чулалонгкорна. Чао Пхрайа Тхевет был дальним родственником короля Рамы II. У отца было 40 жён и 32 ребёнка. Когда Докмайсот было 5 лет, её мама ушла из семьи, вышла замуж за иностранца. Докмайсот осталась жить у отца. Детство и юношество провела в Бангкоке: получала домашнее образование, а также посещала элитную школу.

## Карьера
К 1940-м годам в тайском литературном сообществе назрел вопрос о социальном назначении литературы. Одни писатели считали, что процесс развития тайской литературы не должен отклоняться от традиционного пути, другие были уверены, что в современной литературе Таиланда важно подчеркивать превосходство тайцев над другими народами. Докмайсот, а также такие знаменитые писатели и общественные деятели, как Луанг Вичит Ватакан, Акат Дамкенг и Кыкрит Прамот, являлись представителями второй группы.
Писательница считала себя поклонницей творчества Аката Дамкенга, а его книга «Театр жизни» сыграла важную роль в формировании тайской интеллигенции в первой половине XX века. Первый роман Докмайсот получил название «Вот это — мир», опубликованный в 1929 году. Этот роман писательница посвятила людям с высокими нравственными принципами, патриотам Таиланда, а также людям, глубоко почитающими буддизм. Сочетание этих качеств не раз встречалось в героях романов Докмайсот. Считается, что роман Докмайсот «Вот это — мир» писательница создала после прочтения романа «Театр жизни» Аката Дамкенга, который и вдохновил писательницу на создание своего первого романа. С тех пор Докмайсот написала ряд романов и коротких рассказов, среди которых особую популярность приобрели: «Добропорядочный» (тайск. ผู้ดี), «Первый в сотне» (тайск. หนึ่งในร้อย), «Первая ошибка» (тайск. ความผิดครั้งหนึ่ง), «Триумф Луанг Нарыбана» (тайск. ชัยชนะของหลวงนฤบาล) и сборник коротких рассказов «Гирлянда с кисточками» (тайск. พู่กลิ่น).
В 1957 году писательница выпускает сборник рассказов «Бутсабабан». Рассказ «Добропорядочный гражданин» получил восторженные отзывы многих литературоведов. Кроме того, министерство просвещения Таиланда включило рассказ в школьную программу, посчитав, что тайской молодежи следует читать литературу, пропитанную духом лояльности к королю, нации и религии. Этот рассказ был переведен на многие иностранные языки.
В 1958 году Докмайсот получила премию за свой первый роман «Вот это — мир». Этот роман был назван лучшим произведением о тайском народе. В 1960 году Докмайсот публикует свой роман «Добропорядочный». В романе писательница описывает жизнь тайского общества, в котором особую роль отводит карьеристам, людям, которые готовы идти по головам, лишь бы достичь своей цели. Этим героям, которые забыли о значении и важности нравственности и морали, Докмайсот противопоставляет воспитанного и честного «добропорядочного гражданина», приверженца буддийских принципов.
В 1930-е гг. в Таиланде появляются так называемые «произведения о добропорядочных людях». Многие таиландские литературоведы отмечают, что основоположником данного «движения» стал Акат Дамкенг. Как правило, в этих произведениях добропорядочный человек — это человек, который уважает традиции и следует определённым общепринятым нормам поведения. Словосочетание «добропорядочный человек» заимствовано из романа Докмайсот («Добропорядочный», тайск. ผู้ดี).

## Личная жизнь
В 1954 году Докмайсот вышла замуж за тайского политика Сукита Нимманхемина. Сестра Докмайсот, Бунлыа Тхепсуван, также занималась писательской деятельностью. В 1959 году её мужа, Сукита Нимманхемина, назначили послом Таиланда в Нью-Дели. Супруги уехали жить и работать в Индию. Докмайсот скончалась 17 января 1963 года от сердечного приступа в Нью-Дели.